# Lafayette Blues
Lafayette Blues – drugi singel amerykańskiego zespołu The White Stripes. Utwór nie został zamieszczony na żadnym albumie studyjnym grupy. Drugim utworem pochodzącym z tego singla jest „Sugar Never Tasted So Good”, piosenka zamieszczona później na pierwszej płycie zespołu The White Stripes.
Słowa „Lafayette Blues” złożone są z francuskich nazw ulic Detroit, miasta, z którego wywodzą się The White Stripes. Podczas wykonywania utworu na koncertach, Jack White wymienia ulice w różnej kolejności.
1000 egzemplarzy singla zostało wydanych w październiku 1998 na białym winylu. W 2001 pojawiła się druga wersja singla w ilości 1000 sztuk (czarny winyl). Dzisiaj bardzo trudno zdobyć obie wersje singla, które osiągają wysokie ceny na aukcjach internetowych.
Niektóre kopie trzeciego albumu grupy, White Blood Cells zawierały bonusowe DVD z nagraniem „Lafayette Blues”.
W 2011 roku Third Man Records wydało dwie limitowane edycje singla.

## Lista utworów
| Nr | Tytuł utworu                 | Długość |
| -- | ---------------------------- | ------- |
| 1. | „Lafayette Blues”            | 2:14    |
| 2. | „Sugar Never Tasted So Good” | 2:55    |
|    |                              | 5:09    |